# 아시아바위다람쥐속
아시아바위다람쥐속(Sciurotamias)은 다람쥐과에 속하는 설치류 속이다. 중국에서 발견되는 2종을 포함하고 있다.

## 특징
두 종 모두 산악 암반 지대에서 서식하며 다람쥐와 유사한 생활사를 보인다. 나무에 오를 수 있지만 거의 오르지 않는다. 바위틈에서 휴식을 취한다.

## 하위 종
- 중국바위다람쥐 (Sciurotamias davidianus) - 중국 중부 저지대 산악 지역 분포.
- 포레스트바위다람쥐 (Sciurotamias forresti) - 중국 윈난성 분포.